# Taourirt Ighil
Taourirt Ighil là một đô thị thuộc tỉnh Béjaïa, Algérie. Dân số thời điểm năm 2002 là 7.083 người.